# Street Clerks
Gli Street Clerks sono un gruppo musicale pop rock formatosi a Firenze nel 2007 e composto da Valerio Martino Fanciano, Alexander Woodbury, Francesco Giommi e Cosimo Ravenni.

## Storia
Gli Street Clerks si conoscono sin dai primi anni del liceo e condividono varie formazioni musicali rock ska e punk, ma solo nel 2007 danno vita alla band inizialmente come trio semi-acustico. Nel 2009 entra a far parte del gruppo Francesco Giommi, inserendo la batteria negli arrangiamenti. Sin dai primi anni di attività live la band porta sui palchi canzoni originali e riarrangiamenti in chiave personale partendo da brani anni Sessanta e Settanta come Elvis Presley, Chuck Berry e The Beatles, fino ad arrivare ai giorni nostri con cover, tra gli altri, di Radiohead, The Prodigy, The Chemical Brothers. Nel luglio del 2008 vincono il "Pelago on the Road".
Con la vittoria del Rock Contest 2010 di Controradio gli Street Clerks si aggiudicano la produzione del primo EP ufficiale Il ritorno di Beethoven, che esce il 12 giugno 2012. In seguito al buon riscontro dell'EP, gli Street Clerks sono impegnati in una serie di concerti e vengono chiamati ad aprire il palco di artisti quali Brunori Sas, Caparezza, Edoardo Bennato, Meganoidi, e più tardi Alessandro Mannarino, Irene Grandi, Roy Paci e Niccolò Fabi.
Nel 2013 partecipano alla settima edizione di X Factor Italia (in diretta su Sky Uno) nella categoria dei gruppi vocali, capitanata da Simona Ventura.
Da marzo 2014 a giugno 2020 sono protagonisti, in veste di resident band, del late show di Alessandro Cattelan E poi c'è Cattelan, in onda su Sky Uno. In questi anni hanno avuto modo di duettare con decine di artisti, tra i quali Francesco De Gregori, Negramaro, James Blunt, Malika Ayane, Carmen Consoli, I Cani, Francesca Michielin, Robbie Williams, e recitare con Luca Argentero e Ben Stiller.
Il 13 gennaio 2015 pubblicano per Sony Music il primo album in studio, dal titolo Fuori, contenente dodici brani. Infinite ore è stato il primo singolo in rotazione radiofonica dal 9 gennaio. Il secondo singolo, Tuxedo, è stato sigla di Catteland, trasmissione radiofonica di Radio Deejay condotta da Alessandro Cattelan. Nella seconda parte del 2015 il gruppo promuove l'album con un tour nazionale, esibendosi per la prima data all'Obihall di Firenze, e poi in tutta Italia, tra cui al Deejay On Stage di Radio Deejay, al CaterRaduno di Radio 2 e al Folk Festival di Orvieto, dove condividono il palco con Niccolò Fabi.
Il 3 giugno 2016 esce in radio il singolo La vitamina. Nel 2018 appaiono nel film Sono tornato di Luca Miniero e scritto da Nicola Guaglianone.
Il 10 maggio 2018 pubblicano il secondo album Com'è andata la rivoluzione?, anticipato dal singolo Rivolù entrato in rotazione radio dal 30 marzo. Il 29 giugno sono ospiti di Elio e le Storie Tese nel loro concerto d'addio, duettando sul brano Parco Sempione. Nel mese di agosto 2018 aprono tutte le serate del Deejay On Stage di Radio Deejay.
Nel settembre del 2021 sono protagonisti in veste di Resident band nel programma Da Grande, in diretta su Rai 1, condotto da Alessandro Cattelan; la collaborazione continua poi con la produzione della colonna sonora della Docu-serie "Alessandro Cattelan - Una semplice domanda" nel 2022, nello stesso anno esordiscono su Rai 2, come resident band del programma Stasera c'è Cattelan e nel 2024 in Da vicino nessuno è normale sulla stessa rete.
Nel mese di febbraio del 2025 sono presenti al DopoFestival, programma trasmesso in diretta su Rai 1 subito dopo il Festival di Sanremo 2025, in qualità di resident band.

## Formazione
- Alexander Woodbury – voce, chitarra (2007-presente)
- Valerio Martino Fanciano – voce, pianoforte, tastiera, sintetizzatore, chitarra (2007-presente)
- Cosimo Ravenni – contrabbasso, basso, voce (2007-presente)
- Francesco Giommi – batteria, voce (2009 -presente)

## Discografia

### Album in studio
- 2015 – Fuori
- 2018 – Com'è andata la rivoluzione?
- 2023 – Everything Is Like It's Meant To Be

### EP
- 2012 – Il ritorno di Beethoven

### Singoli
- 2014 – Fuori
- 2015 – Infinite ore
- 2015 – Tuxedo
- 2016 – La vitamina
- 2018 – Rivolù
- 2018 – Finisce che sto bene
- 2019 – Ho fame
- 2021 – Io ci credo ancora (con Alessandro Cattelan)
- 2022 – Neon Apothecary Delight
- 2022 – My Darling It's You

## Programmi televisivi
- X Factor (Sky Uno, 2013) – Concorrenti
- E poi c'è Cattelan (Sky Uno, 2014-2020)
- Da Grande (Rai 1, 2021)
- Stasera c'è Cattelan su Rai 2 (Rai 2, dal 2022)
- Da vicino nessuno è normale (Rai 2, 2024)
- DopoFestival (Rai 1, 2025)

## Colonne Sonore
- Alessandro Cattelan - Una semplice Domanda (Netflix, 2022)

## Filmografia
- Sono tornato, regia di Luca Miniero (2018)
- Forse è solo mal di mare, regia di Simona De Simone (2019)